# Bellator 75
Bellator LXXV foi um evento de artes marciais mistas organizado pelo Bellator Fighting Championships, ocorrido no 5 de outubro de 2012 no Horseshoe Casino em Hammond, Indiana. O evento foi transmitido ao vivo na MTV2.

## Background
Bellator LXXV contou com as Quartas de Final do Torneio de Pesados da Sétima Temporada do Bellator.
O evento também contou com a revanche entre os finalistas do Torneio de Pesados da Quinta Temporada Eric Prindle e Thiago Santos. Prindle e Santos se enfrentaram na final do Torneio de Pesados da Quinta Temporada, mas a luta foi dada como sem resultado quando Santos inexplicavelmente aplicou um chute em Prindle na região genital. Inicialmente a luta aconteceria no Bellator 61. Porém, em 15 de Março, o Bellator anunciou que a luta havia sido cancelada e mudada para uma semana depois no Bellator 62 devido à sintomas de gripe de Prindle. Na semana seguinte, Santos falhou ao tentar bater o peso e a luta foi cancelada, e Prindle foi premiado como o vencedor do torneio. Incrivelmente, a quarta luta entre os dois acabou em polêmica dessa vez com Prindle acidentalmente chutou a região genital de Santos no primeiro round.